# 克拉维耶 (瓦尔省)
克拉维耶（法語：Claviers，法語發音：[klavje] ⓘ）是法国普罗旺斯-阿尔卑斯-蓝色海岸大区瓦尔省的一个市镇，属于德拉吉尼昂区。

## 地理
克拉维耶（43°36'4"N, 6°33'50"E）面积15.9 平方千米，位于法国普罗旺斯-阿尔卑斯-蓝色海岸大区瓦尔省，该省份为法国东南部沿海省份，北起上普罗旺斯阿尔卑斯省，西北角与沃克吕兹省接壤，西接罗讷河口省，南濒地中海，东临滨海阿尔卑斯省。
与克拉维耶接壤的市镇（或旧市镇、城区）包括：巴尔热蒙、卡拉斯、塞扬。
克拉维耶的时区为UTC+01:00、UTC+02:00（夏令时）。

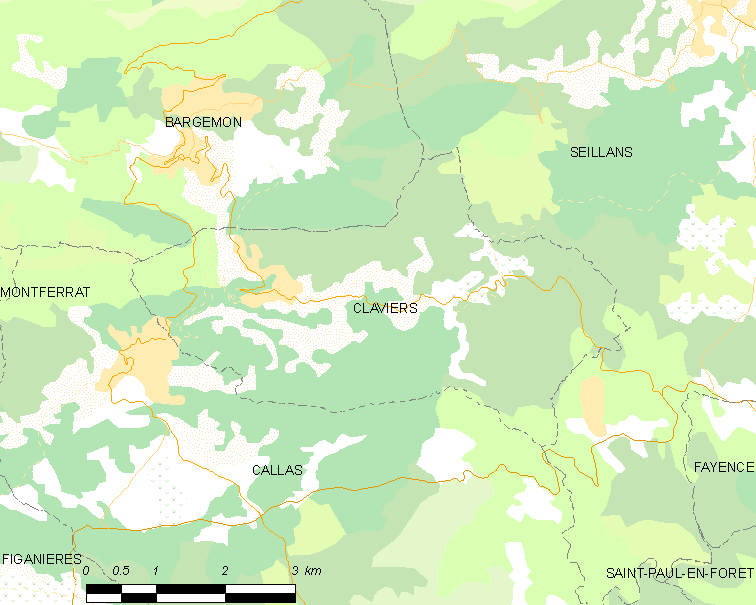
克拉维耶的OSM定位图

## 行政
克拉维耶的邮政编码为83830，INSEE市镇编码为83041。

## 政治
克拉维耶所属的省级选区为弗拉约斯克县。

## 人口

1962-2008年间克拉维耶人口变化图示

克拉维耶于2022年1月1日时的人口数量为720人。